# ياسوهيرو تسوجي
ياسوهيرو تسوجي هو سياسي ياباني، ولد في 27 ديسمبر 1955 في هيغاشينادا-كو في اليابان. حزبياً، نشط في الحزب الديمقراطي الياباني. وقد انتخب عضو مجلس المستشارين ( – 28 يوليو 2013).

## وصلات خارجية
- الموقع الرسمي